# Бочарников, Пётр Степанович
Пётр Степанович Бочарников (1907—1944) — младший лейтенант Рабоче-крестьянской Красной Армии, участник Великой Отечественной войны, Герой Советского Союза (1944).

## Биография
Родился в 1907 году в селе Ермачиха (ныне — Мамонтовский район Алтайского края) в крестьянской семье. После окончания четырёх классов школы работал по найму. С 1930 года проживал в городе Зыряновск Восточно-Казахстанской области Казахской ССР, работал на руднике. В 1940 году вступил в ВКП(б). В феврале 1943 года был призван на службу в Рабоче-крестьянскую Красную Армию. Окончил пехотное училище в Андижане. С октября 1943 года — на фронтах Великой Отечественной войны. К апрелю 1944 года младший лейтенант Пётр Бочарников командовал взводом 429-го стрелкового полка 52-й стрелковой дивизии 57-й армии 3-го Украинского фронта. Отличился во время форсирования Днестра.
В ночь с 12 на 13 апреля 1944 года Бочарников переправился через Днестр в районе села Бычок Григориопольского района Молдавской ССР. Когда на юго-восточной окраине села Гура-Быкулуй Новоанненского района продвижению советских подразделений стали мешать две пулемётные точки, Бочарников ворвался в сарай, откуда вели огонь пулемётчики и уничтожил 7 вражеских солдат, чем обеспечил успешное продвижение своей части. Погиб в бою 14 апреля 1944 года. Похоронен на окраине села Гура-Быкулуй.
Указом Президиума Верховного Совета СССР от 13 сентября 1944 года младший лейтенант Пётр Бочарников посмертно был удостоен высокого звания Героя Советского Союза. Также был награждён орденом Ленина. В честь Бочарникова названа улица в Зыряновске.